# REMIX ATTACK
「REMIX ATTACK」是AAA的第1枚混音專輯。於2006年3月23日發行。唱片公司為avex trax。

## 概要
- 與上一張專輯「ATTACK」相距約6個月
- 收錄第1張原創專輯「ATTACK」全部曲目和第5張單曲「哈利路亞」的Remix版本。
- 在4月3日於公信榜專輯週排行榜取得第92位

## 收錄內容

### CD
1. BLOOD on FIRE（SHAM-POO vs. HEAVENS WiRE RMX）
2. DRAGON FIRE（Wall 5 Remix）
3. Welcome to This World（83key Jump over mix）
4. 太陽（Dub's Opposite showcase Remix）
5. 美麗的天空（TP3 Remix）
（きれいな空）
6. 最強Babe（SPIN JUNGLE MIX）
7. Get or Lose（4SKIPS vs. B.R.G Remix）
8. 邂逅的力量（re:fragment mix）
（出逢いのチカラ）
9. Friday Party
（Funky Groovy Remix）
10. VIRGIN F（teranoid mix）
11. 在地球的懷抱裡（Wall 5 Remix）
（地球に抱かれて）
12. 我們的手（Dub's Youth is recalled Remix）
（ボクラノテ）
13. 哈利路亞（Hype Remix）
（ハレルヤ）